# İnegöl köfte
En la gastronomia turca, l'İnegöl köfte o Mandonguilles d'Inegöl són uns köftes (mandonguilles en turc) propis de la ciutat d'İnegöl i de la resta de la província de Bursa, a la Regió de la Màrmara de Turquia. Les mandonguilles d'İnegöl es fan a la graella i inclouen carn de vedella i de xai.
İnegöl köfte també té una varietat amb formatge kaşar (farcit de petits trossos de formatge dins de la carn picada de la mandonguilla) que s'anomena "kaşarlı İnegöl köfte".